# Geoffrey Hinton
Geoffrey Averest Hinton (n. 6 decembrie 1947, Greater London, Anglia, Regatul Unit) este un cercetător britanic-canadian, profesor emerit la Universitatea din Toronto, specialist în inteligență artificială și psihologie cognitivă. Este cunoscut mai ales pentru contribuțiile sale în domeniul rețelelor neuronale artificiale, care i-au atras titlul de „naș al inteligenței artificiale”. 
Din 2013 până în 2023, în paralel cu activitatea sa didactică universitară, a lucrat în cadrul echipei Google Brain a companiei Google, de unde a demisionat invocând îngrijorări referitoare la riscurile implicate de evoluția tehnologiei AI.
În 2024 a fost distins cu Premiul Nobel pentru Fizică, alături de John Hopfield, „pentru descoperirile și invențiile fundamentale care permit învățarea automată cu ajutorul rețelelor neuronale artificiale”.